# Henry Mackenzie
Pour les articles homonymes, voir Mackenzie.
Henry Mackenzie (26 juillet 1745 - 14 janvier 1831 à Édimbourg)  est un avocat, romancier et écrivain écossais. Il est parfois décrit comme l'Addison du Nord. Bien que Mackenzie soit aujourd'hui surtout connu comme un auteur, son principal revenu provenait de ses fonctions juridiques. De 1804 à 1831, il occupe le poste lucratif de contrôleur des impôts pour l'Écosse, ce qui lui permet de s'adonner à son intérêt pour l'écriture.

## Biographie

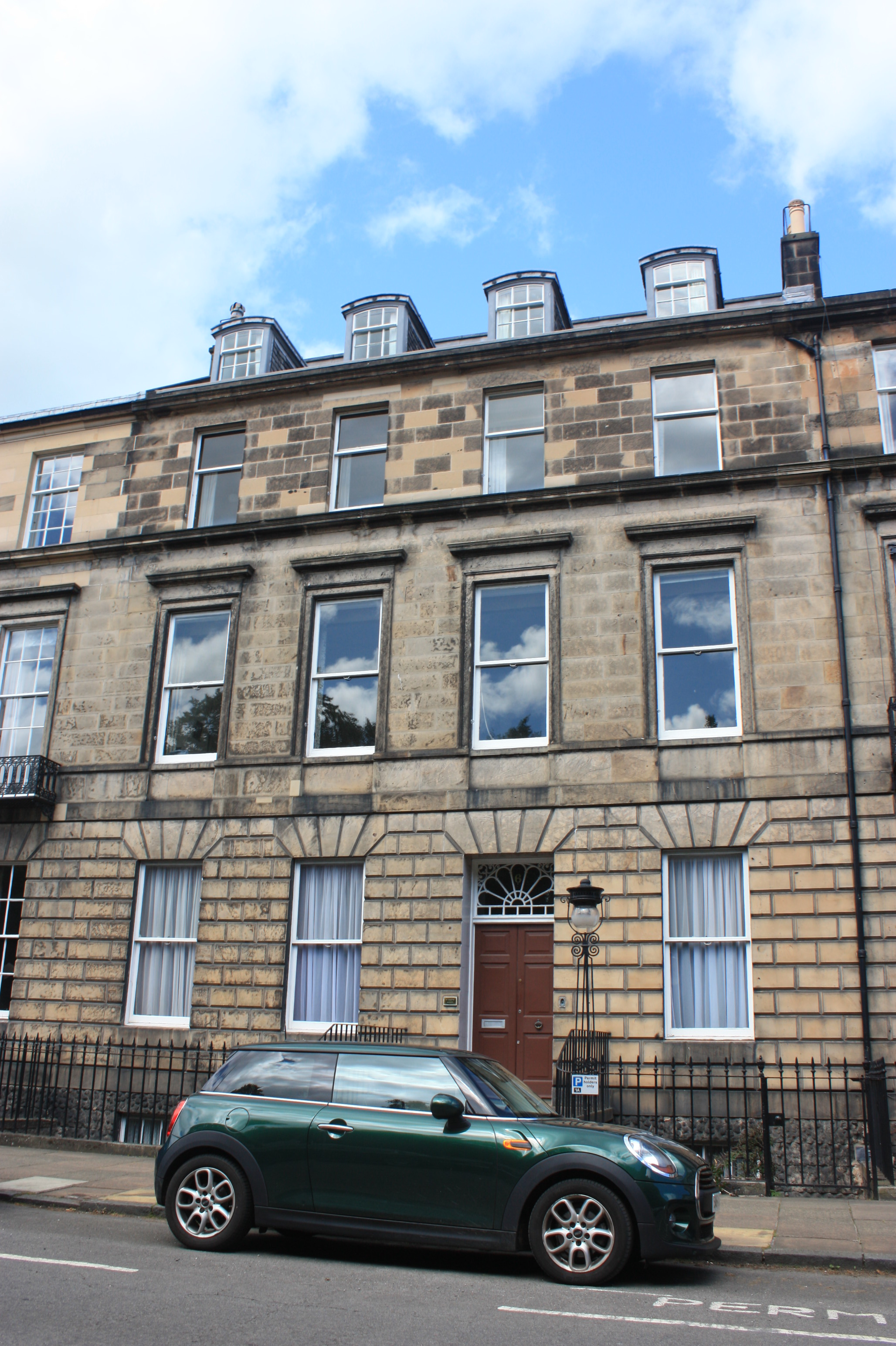
Maison de Mackenzie au 6 Heriot Row, Édimbourg

Mackenzie est né à Liberton Wynd à Édimbourg le 26 juillet 1745 . Son père, le Dr Joshua Mackenzie, est un éminent médecin d'Édimbourg  et sa mère, Margaret Rose, appartient à une ancienne famille du Nairnshire. La propre famille de Mackenzie descend des anciens barons de Kintail à travers les Mackenzies d'Inverlael .
Il fait ses études au lycée, puis étudie le droit à l'Université d'Édimbourg. Il est stagiaire auprès de George Inglis de Redhall (grand-père de John Alexander Inglis de Redhall), qui est l'avocat de la couronne dans la gestion des affaires de l'administration publique. Inglis a son bureau d'Édimbourg sur Niddry Wynd, au large du Royal Mile , à une courte distance de la maison familiale de Mackenzie.
En 1765, il est envoyé à Londres pour ses études juridiques, et à son retour à Édimbourg, il installe son propre cabinet juridique à Cowhatehead près du Grassmarket  apparemment en tant que partenaire d'Inglis (mais apparaissant dans les annuaires plus comme un rival), alors qu'il est simultanément procureur de la Couronne .
Il tente pendant plusieurs années d'intéresser les éditeurs à ce qui allait devenir son premier et le plus célèbre ouvrage, The Man of Feeling, mais ils ne l'ont pas accepté. Enfin, Mackenzie le publie anonymement en 1771, avec un succès instantané. L '"homme du sentiment" est une créature faible, dominée par une bienveillance futile, qui monte à Londres et tombe entre les mains de ceux qui exploitent son innocence .
Un ecclésiastique de Bath nommé Eccles revendique la paternité du livre, apportant en soutien de ses prétentions un manuscrit plein de changements . Le nom de Mackenzie est ensuite officiellement annoncé, mais Eccles semble avoir incité certaines personnes à le croire. En 1773, Mackenzie publie un deuxième roman, L'Homme du monde, dont le héros est aussi constamment mauvais que "l'Homme du sentiment" avait été "constamment obéissant à chaque émotion de son sens moral", comme l'a dit Sir Walter Scott. Julia de Roubigné (1777) est un roman épistolaire.
La première de ses pièces dramatiques, Le Prince de Tunis, est mise en scène à Édimbourg en 1773 avec un certain succès, mais d'autres ont été des échecs. À Édimbourg, Mackenzie appartient à un club littéraire, lors duquel des réunions des journaux, à la manière du Spectateur sont lus. Cela mène à la création d'un périodique hebdomadaire, le Mirror (23 janvier 1779 - 27 mai 1780), dont Mackenzie est le rédacteur en chef et le principal contributeur. Il est suivi en 1785 par un périodique similaire, The Lounger, qui a duré près de deux ans et comprenait l'un des premiers hommages au génie de Robert Burns.

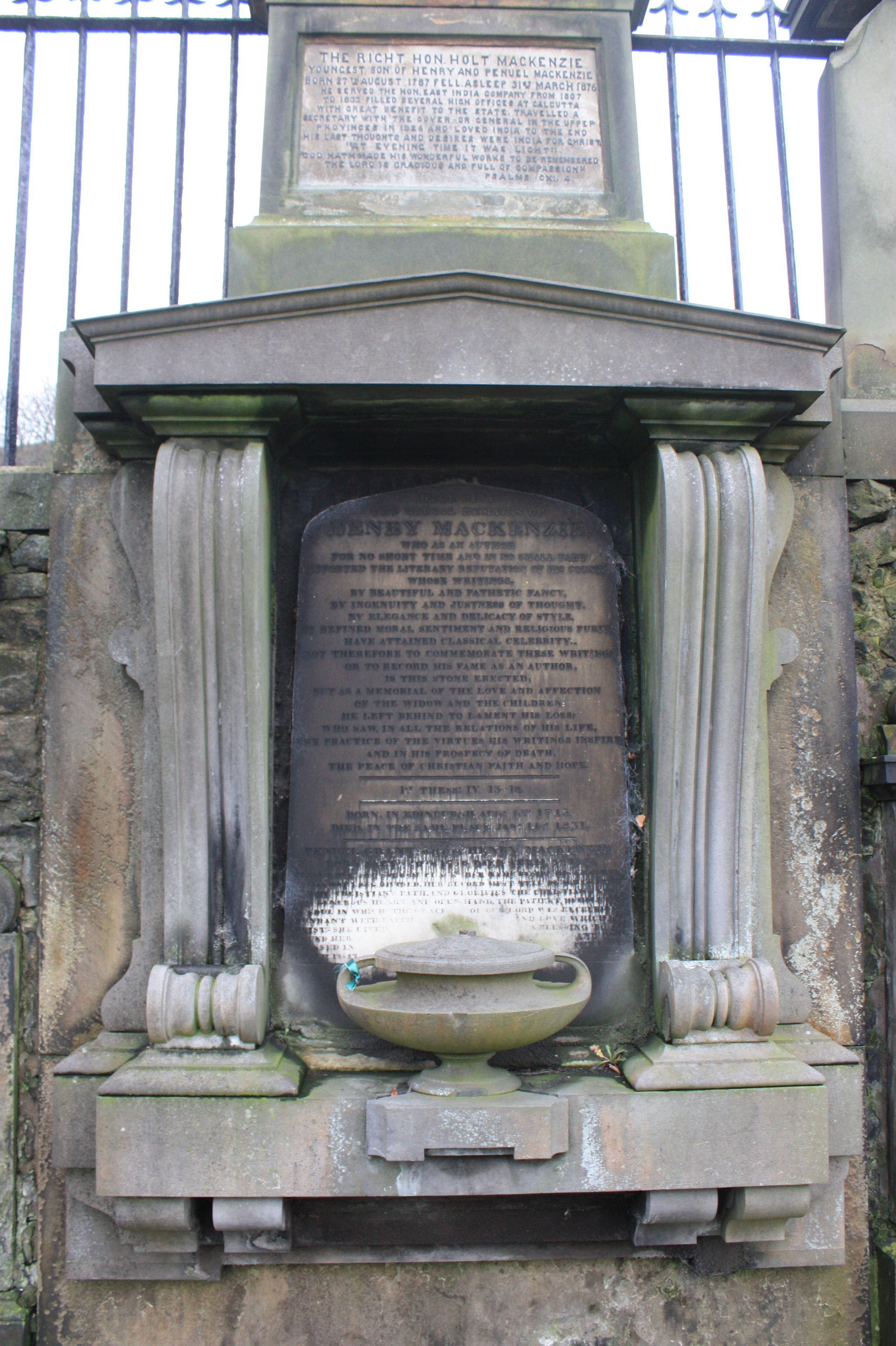
La tombe de Henry MacKenzie, Greyfriars Kirkyard

En 1783, il est l'un des fondateurs de la Royal Society of Edinburgh, servant de président littéraire en 1812-1828 et de vice-président en 1828-1831 .
Mackenzie est un tory ardent. Il écrit de nombreux pamphlets destinés à contrecarrer les doctrines de la Révolution française, contribuant au Edinburgh Herald sous le pseudonyme de "Brutus". La plupart d'entre eux sont restés anonymes, mais il a reconnu sa Revue des principaux débats du Parlement de 1784, une défense de la politique de William Pitt écrite à la demande d'Henry Dundas. Il est récompensé (1804) par le poste de contrôleur des impôts pour l'Écosse.
En 1776, Mackenzie épouse Penuel, fille de Sir Ludovich Grant de Grant. Ils ont onze enfants. Il est, dans ses dernières années, une figure notable de la société d'Édimbourg. Il est surnommé "l'homme du sentiment", mais en réalité, il est un homme d'affaires dur avec un cœur bienveillant. Certaines de ses réminiscences littéraires sont apparues dans son récit de la vie et des écrits de John Home, Esq. (1822). Il écrit également une vie du docteur Blacklock, insérée à l'édition de 1793 des œuvres du poète.
En 1807, les Œuvres d'Henry Mackenzie sont publiées subrepticement, et il supervise alors lui-même la publication de ses Œuvres (8 vol., 1808). Il y a une critique admirative mais discriminante de son travail dans le mémoire préfectoral insérée par Sir Walter Scott à une édition de ses romans dans la bibliothèque du romancier de Ballantyne (vol. V., 1823).
MacKenzie est un franc-maçon écossais. Il est initié au Lodge Canongate Kilwinning, n ° 2 (Édimbourg, Écosse), le 2 décembre 1784 

## Famille
Le mariage de Mackenzie en 1776 avec Penuel Grant, fille de Sir Ludovic Grant, fait de lui un oncle par alliance de Lewis Grant-Ogilvy (5e comte de Seafield) . Son fils aîné, Joshua Henry Mackenzie (1777–1851) est un sénateur du Collège de justice connu sous le nom de Lord MacKenzie, enterré avec son père à Greyfriars Kirkyard. Deux autres fils, Robert et William, travaillent pour la Compagnie britannique des Indes orientales. Il a également deux filles, Margaret et Hope . Son neveu, Joshua Henry Davidson (en) (1785-1847) est le premier médecin en Écosse de la reine Victoria .
Henry Mackenzie est décédé le 14 janvier 1831, chez lui, dans l'immense maison de ville géorgienne du 6 Heriot Row . Il est enterré à Greyfriars Kirkyard, Édimbourg, dans une tombe orientée au nord au centre du mur de soutènement nord.

## Ouvrages
- L'homme du sentiment (1771)
- L'Homme du monde (1773)
- Julia de Roubigné (1777)
- Le Prince de Tunis
- Examen des principaux travaux du Parlement de 1784
- Récit de la vie et des écrits de John Home, Esq.
- La vie du docteur Blacklock
- En 1779/1780, il a édité The Mirror et en 1785/1787 The Lounger[20].